# Picathartes
Picathartes Lesson, 1828 è un genere di uccelli passeriformi che comprende due sole specie, diffuse in Africa. È l'unico  genere della famiglia Picathartidae.

## Etimologia
Il nome scientifico del genere, Picathartes, è una parola macedonia di Pica (genere al quale appartiene la gazza) e Cathartes (genere di avvoltoi), in riferimento al loro inusuale aspetto.

## Descrizione
Sono uccelli di taglia medio-grande, lunghi 33–38 cm, con un peso di 200-250 g. Hanno un collo molto lungo, di colore bianco in Picathartes gymnocephalus e grigio in P. oreas. La testa è glabra ed ha colori brillanti: rosso, nero e blu in  P. gymnocephalus, giallo e nero in P. oreas. Il becco è nero in entrambe le specie. Il piumaggio è simile in entrambe le specie, con ali e coda di colore grigio scuro e torace e addome biancastri.

## Biologia

### Alimentazione
Hanno una dieta generalista che comprende insetti, millepiedi, chilopodi, vermi, molluschi, crostacei e anche piccoli vertebrati come rane e lucertole. Entrambe le specie hanno l'abitudine di seguire gli spostamenti degli sciami di formiche legionarie della famiglia Dorylinae, per approfittare del fuggi-fuggi di piccoli artropodi causato dal loro passaggio.

### Riproduzione
Sono uccelli monogami che costruiscono il loro nido attaccando mucchietti di fango alle pareti rocciose in modo da formare una sorta di coppa che, una volta essiccata, rivestono con foglie, ramoscelli e fibre vegetali. La femmina depone due uova che vengono covate da entrambi i genitori. L'incubazione dura circa 20 giorni. I pulli, che alla schiusa delle uova sono ciechi e privi di penne, diventano autonomi dopo circa 25 giorni.

## Tassonomia
Già nel 1952 Serle aveva evidenziato alcune somiglianze morfologiche tra le due specie del genere Picathartes e l'asiatico Eupetes macrocerus, ma Sibley e Ahlquist nella loro classificazione degli uccelli del 1990 considerarono tali somiglianze come frutto di mera convergenza evolutiva. Solo nel 2007 l'ipotesi ha avuto la conferma da studi basati sull'analisi molecolari del DNA che hanno confermato la parentela del genere Eupetes con Picathartes nonché con il genere sudafricano Chaetops. Ciascuno dei suddetti tre generi è attualmente collocato dal Congresso Ornitologico Internazionale in una famiglia monotipica (rispettivamente Eupetidae, Chaetopidae e Picathartidae). Le tre famiglie sono attualmente considerate come un gruppo basale nell'albero filogenetico dei Passerida, per il quale è stato proposto il rango di superfamiglia (Picathartoidea).
Il genere comprende le seguenti specie:
- Picathartes gymnocephalus (Temminck, 1825) - picatarte collobianco
- Picathartes oreas Reichenow, 1899 - picatarte collogrigio

## Distribuzione e habitat
Il picatarte collobianco è diffuso in Guinea, Sierra Leone, Liberia, Costa d'Avorio e Ghana, mentre il picatarte collogrigio è presente in  Nigeria, Camerun, Guinea Equatoriale, Gabon, Congo e Repubblica Centrafricana.
Sono uccelli rupicoli che frequentano i terreni rocciosi delle foreste tropicali e dei massicci montagnosi sino a 1200 m di altitudine.